# Kevin Wasserman
Pour les articles homonymes, voir Wasserman.
Noodles est le pseudonyme du musicien rock américain Kevin Wasserman, (né le 4 février 1963 à Los Angeles aux États-Unis). Il est le guitariste solo du groupe punk/rock californien The Offspring depuis 1985, du temps où celui-ci s'appelait encore Manic Subsidal.

## Biographie
Arrivé dans le groupe en 1985 en remplacement de Marcus Parrish, il a participé à l'enregistrement de tous les albums du groupe (son acolyte Dexter Holland étant le seul autre membre du groupe dans ce cas). Son intégration dans celui-ci est purement fortuite : en effet, il a d'abord été engagé comme conducteur de van de tournée, uniquement parce qu'il avait 21 ans, c'est-à-dire l'âge nécessaire pour pouvoir acheter de la bière en Californie. Il est blessé au couteau durant le concert anti-nucléaire de son groupe à Hollywood.
Il ne savait  pas jouer une seule note de guitare et il a donc pris des cours pour assurer son poste.
Noodles fait partie d'une famille nombreuse. Il est marié et a une fille prénommée Chelsea, ainsi qu'un garçon né en 2002. Son album préféré du groupe est Ignition et ses hobbies sont le snowboard, le skate, le surf et les sports extrêmes en général. 
Il a été élu l'homme le plus mal habillé sur scène par le magazine Rock Sound.
Il a signé trois modèles de guitare chez Ibanez, baptisées NDM1, NDM2 et NDM3.
Il vit désormais à Tustin, en Californie.
En décembre 2011, il annonce via Twitter démarrer un nouveau projet nommé « Far Queezle ».